# دهستان هندمینی
دهستان هندمینی، یکی از دهستان‌های بخش هندمینی شهرستان بدره در استان ایلام ایران است. مرکز این دهستان، روستای آب‌چشمه است.

## جمعیت
بر پایه سرشماری عمومی نفوس و مسکن در سال ۱۳۹۵، جمعیت دهستان هندمینی برابر با ۲٬۲۲۳ نفر بوده‌است.

## مردم
مردم این بخش از طایفه لر هندمینی می باشند و به زبان لری سخن می گویند.